# Friúmes
Friúmes is een plaats (freguesia) in de Portugese gemeente Penacova en telt 685 inwoners (2001).